# Saint-Cyr-la-Campagne
Saint-Cyr-la-Campagne és un municipi francès situat al departament de l'Eure i a la regió de Normandia. L'any 2007 tenia 408 habitants.

## Demografia

### Població
El 2007 la població de fet de Saint-Cyr-la-Campagne era de 408 persones. Hi havia 158 famílies de les quals 20 eren unipersonals (16 homes vivint sols i 4 dones vivint soles), 69 parelles sense fills, 61 parelles amb fills i 8 famílies monoparentals amb fills.
La població ha evolucionat segons el següent gràfic:
Habitants censats

### Habitatges
El 2007 hi havia 176 habitatges, 158 eren l'habitatge principal de la família, 11 eren segones residències i 6 estaven desocupats. 170 eren cases i 2 eren apartaments. Dels 158 habitatges principals, 146 estaven ocupats pels seus propietaris, 9 estaven llogats i ocupats pels llogaters i 3 estaven cedits a títol gratuït; 1 tenia una cambra, 4 en tenien dues, 7 en tenien tres, 37 en tenien quatre i 110 en tenien cinc o més. 139 habitatges disposaven pel capbaix d'una plaça de pàrquing. A 52 habitatges hi havia un automòbil i a 100 n'hi havia dos o més.

### Piràmide de població
La piràmide de població per edats i sexe el 2009 era:
| Homes | Edats   | Dones |
| ----- | ------- | ----- |
| 0     | 95 o +  | 0     |
| 0     | 90 a 94 | 0     |
| 8     | 85 a 89 | 4     |
| 0     | 80 a 84 | 4     |
| 4     | 75 a 79 | 0     |
| 12    | 70 a 74 | 8     |
| 8     | 65 a 69 | 12    |
| 8     | 60 a 64 | 16    |
| 20    | 55 a 59 | 16    |
| 12    | 50 a 54 | 4     |
| 20    | 45 a 49 | 20    |
| 36    | 40 a 44 | 28    |
| 8     | 35 a 39 | 16    |
| 4     | 30 a 34 | 0     |
| 0     | 25 a 29 | 12    |
| 4     | 20 a 24 | 12    |
| 24    | 15 a 19 | 8     |
| 32    | 10 a 14 | 8     |
| 0     | 5 a 9   | 12    |
| 8     | 0 a 4   | 8     |

## Economia
El 2007 la població en edat de treballar era de 261 persones, 196 eren actives i 65 eren inactives. De les 196 persones actives 186 estaven ocupades (92 homes i 94 dones) i 10 estaven aturades (7 homes i 3 dones). De les 65 persones inactives 28 estaven jubilades, 22 estaven estudiant i 15 estaven classificades com a «altres inactius».

### Ingressos
El 2009 a Saint-Cyr-la-Campagne hi havia 162 unitats fiscals que integraven 407,5 persones, la mediana anual d'ingressos fiscals per persona era de 23.416 €.

### Activitats econòmiques
Dels 12 establiments que hi havia el 2007, 1 era d'una empresa de fabricació d'altres productes industrials, 4 d'empreses de construcció, 1 d'una empresa de comerç i reparació d'automòbils, 1 d'una empresa de transport, 1 d'una empresa financera i 4 d'empreses de serveis.
Dels 5 establiments de servei als particulars que hi havia el 2009, 1 era un taller de reparació d'automòbils i de material agrícola, 2 paletes, 1 fusteria i 1 lampisteria.
L'any 2000 a Saint-Cyr-la-Campagne hi havia 6 explotacions agrícoles.

## Poblacions properes
El següent diagrama mostra les poblacions més properes.